# Grand Prix de Turin
Ne doit pas être confondu avec Grand Prix automobile de Turin.
Le Grand Prix de Turin en italien : Gran Premio di Torino est une ancienne course de vitesse sur piste, l'une des plus anciennes compétitions de cyclisme sur piste en Italie, qui avait lieu au vélodrome Humbert Ier de Turin jusqu'en 1917, puis au moto-vélodrome Fausto Coppi (it).
Comme le Grand Prix de Rome et le Grand Prix de Milan, il a été créé en 1894. Alwin Vater a remporté la première édition. Il a parfois été organisé sous le nom de Gran Premio d'Italia, qui était en fait une compétition à part entière. Après 1901, le Grand Prix de Turin se déroule à intervalles irréguliers, en raison de l'émergence du demi-fond et à sa résonance auprès du public. Le dernier vainqueur est Enzo Sacchi en 1958.

## Palmarès de la vitesse
- 1894 :  Alwin Vater (de)
- 1895 :  Ettore Cariolato
- 1895 :  Eugène Dutrieux
- 1896 :  Gian Ferdinando Tomaselli
- 1897 :  Paul Bourillon
- 1898 :  Edmond Jacquelin[3]
- 1899 :  Gian Ferdinando Tomaselli[4]
- 1900 :  Gian Ferdinando Tomaselli
- 1901 :  Thorvald Ellegaard
- 1902 :  Agostino Granaglia (amateur)
- 1903 :  Pietro Bixio[5]
- 1907 :  Emil Dörflinger
- 1908 :  Léon Hourlier[6]
- 1913 :  Francesco Verri[7]
- 1914 :  Angelo Gardellin (it)
- 1914 :  Carteri (amateur)
- 1920 :  Robert Spears[8]
- 1920 :  Primo Guasco (amateur)[8]
- 1921 :  Ernest Kauffmann
- 1922 :  Ernest Kauffmann[9],[10]
- 1923 :  Cesare Moretti[11]
- 1926 :  Gabriel Poulain
- 1927 :  Ernest Kauffmann[10]
- 1928 :  Mario Bergamini[12]
- 1937 :  Jef Scherens
- 1942 :  Primo Bergomi
- 1950 :  Italo Astolfi
- 1951 :  Russell Mockridge
- 1953 :  Enzo Sacchi
- 1955 :  Mario Ghella
- 1957 :  Antonio Maspes
- 1958 :  Enzo Sacchi
- 1963 :  Jacques Suire (amateur)

## Grand Prix de Turin de demi-fond
- 1908 :   Karl Ingold
- 1920 :  Ferrari[8]
- 1921 :  Bolzoni[13]
- 1922 :  Angelo Vay
- 1937 :  Georges Paillard